# Ilha Dawson
A Ilha Dawson (denominada Isla de San Pablo em 1580 por Pedro Sarmiento de Gamboa) é uma ilha do Chile situada no arquipélago da Terra do Fogo. Possui uma superfície de 129 mil hectares. Está situada a 100 quilômetros ao sul de Punta Arenas, na Magalhães e Antártica Chilena e é administrada pela Armada do Chile.

## Infraestrutura e patrimônio cultural
Atualmente, a ilha serve como base naval e é um assentamento de um regimento de infantaria da Armada do Chile, por se localizar em um ponto estratégico no Estreito de Magalhães.

### Monumentos e patrimônio histórico
Puerto Harris fica no mesmo local onde, no final do século XIX, havia um campo de trabalho forçado de indígenas. Eles eram principalmente do povo Selknam, embora inicialmente a maioria fosse Kawéskar. Lá eles foram confinados, submetidos à reeducação e aculturação por meio de trabalho forçado não remunerado, por religiosos católicos da congregação salesiana, que receberam uma concessão de terras do Estado chileno e um pagamento (uma libra esterlina) por cada indígena confinado. Como resultado, a população praticamente sucumbiu no local à exposição a doenças contagiosas ocidentais, superlotação, falta de assistência médica e choque cultural.
Vinte e nove sítios arqueológicos associados aos habitantes originais da ilha foram encontrados em Dawson, nas proximidades da Ilha Wickham, e na ilhota Offing de Puerto Harris, que são protegidos por lei para esses locais.

## História

### Registros arqueológicos
Os registros arqueológicos mais antigos de habitação humana em Dawson datam de cerca de 4.500 a 4.100 anos atrás. Consistem em grandes pontos líticos bifaciais, por vezes denticulados (com arestas serrilhadas). De qualquer forma, apenas os povos canoeiros tiveram acesso a Dawson durante o Holoceno.

### Navegadores ocidentais
Desde a expedição de Magalhães em 1520, a ilha começou a ser avistada e mapeada por vários navegadores europeus, principalmente das colônias espanholas. Durante a expedição de Magalhães, o extremo norte da ilha (Punta Valentín) foi avistado pela primeira vez em 1º de novembro, razão pela qual ele chamou o estreito que hoje leva seu nome de "Canal de Todos los Santos". Em seguida, foram exploradas as costas leste e oeste da ilha, já que João Serrão, no comando da caravela Concepción, entrou entre Dawson e Isla Grande de Tierra del Fuego, reconhecendo o canal hoje conhecido como Fiorde Almirantazgo, que descartou como uma saída para o Pacífico, enquanto a frota de Magalhães ancorou e navegou ao lado do Estreito, de onde continuaram juntos em sua circum-navegação da Terra.

### De tradução
- Este artigo foi inicialmente traduzido, total ou parcialmente, do artigo da Wikipédia em castelhano cujo título é «Isla Dawson».